# بونيي (آن)
بونيي (بالفرنسية: Pougny)‏ هي بلدية فرنسية تقع في إقليم الآن في فرنسا. رمز إنسي لها هو:1308. أما الرمز البريدي لها فهو: 1550.